# Anneau de Metz
La Halle d’athlétisme de Metz, couramment appelé l'Anneau de Metz est un équipement sportif permettant la pratique de l'athlétisme. 

## Situation
La halle d’athlétisme se situe dans le quartier de Borny, au nord-est de la ville, au 93, rue du Général-Metman.

## Historique
Le 5 juin 2008, le complexe est terminé avec plus de 8 millions d'euros en équipement. 

## Description
Le stade peut accueillir jusqu'à 1000 personnes dont 500 assises, il dispose de 7 000 m2 de superficie totale dont une piste circulaire de 200 m à 6 couloirs ainsi que d'une piste de 60 m.
Les activités disponibles sur ce site sont la course sur piste, le lancer et le saut.